# Élection présidentielle nigérienne de 1993
L'élection présidentielle nigérienne de 1993 a lieu les 27 février et 27 mars 1993 afin d'élire le président de la République du Niger. Il s'agit de la première élection multipartite depuis l'indépendance du Niger en 1960. Le candidat de la gauche réformiste, Mahamane Ousmane, remporte la première élection présidentielle démocratique au Niger avec 54 % des suffrages, contre 46 % à Mamadou Tandja, de l'ex-parti unique.

## Contexte
À la mort du président Seyni Kountché le 10 novembre 1987, le général Ali Saibou lui succède et engage des réformes démocratiques. Le 15 novembre 1990, devant les députés de l’Assemblée nationale, il annonce le multipartisme et l'organisation d'une Conférence nationale. La Conférence désigne Amadou Cheiffou comme Premier ministre du gouvernement de transition. Il est chargé d'organiser les élections législatives et l'élection présidentielle. Les élections législatives organisées le 14 février 1993 donnent une majorité relative de 29 sièges au MNSD-Nassara. Cependant, neuf partis (CDA, PNDS, ANDP, PPN-RDA, PSDN, UDPS, PRLN, PUND et UDP) forment l'Alliance des forces du changement, ce qui leur permet de compter 50 des 83 sièges de l'Assemblée nationale. L'élection présidentielle est organisée immédiatement après, les 27 février et 27 mars 1993. Le second tour, initialement prévu le 20 mars, a dû être repoussé d'une semaine.

## Système électoral
La Constitution du 26 décembre 1992 stipule que le président de la république du Niger est élu au scrutin uninominal majoritaire à deux tours pour un mandat de cinq ans renouvelable une seule fois. Est élu le candidat ayant recueilli la majorité absolue des suffrages exprimés au premier tour. À défaut, un second tour est organisé trois semaines plus tard entre les deux candidats arrivés en tête au premier, et celui recueillant le plus de voix est déclaré élu.

## Candidats

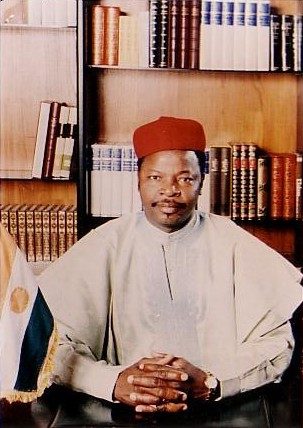
Mahamane Ousmane en 2008.

Huit candidats se présentent à l'élection présidentielle de 1993.
L'ancien parti unique, le Mouvement national pour la société de développement (MNSD-Nassara), est représenté par Mamadou Tandja, militaire de carrière de cinquante-cinq ans qui joue la carte de la continuité afin d'éviter les désordres.
Mahamadou Issoufou est le leader du Parti nigérien pour la démocratie et le socialisme (PNDS-Taraya) qui voit le jour en décembre 1990. Le parti est animé par des enseignants, des étudiants, et des syndicalistes et prône un socialisme démocratique.
La Convention démocratique et sociale (CDS-Rahama) est créée en janvier 1991 autour de l'Association mutualiste d‘action culturelle et artistique fondée « par des zindérois pour redynamiser la culture haoussa et l’influence de cette région ». L'économiste social-démocrate de quarante trois ans Mahamane Ousmane représente ce parti à l'élection présidentielle.
Début 1992, le transfuge du parti unique, le colonel en retraite Adamou Moumouni Djermakoye constitue l'Alliance nigérienne pour la démocratie et le progrès (ANDP-Zaman Lahiya) très implantée dans la région de Dosso,. Le parti prône un libéralisme économique contrôlé.
La figure de l'indépendance Djibo Bakary se présente sous la bannière de l'Union des forces populaires pour la démocratie et le progrès (UDFP) qui est l'héritière du parti Sawaba.
Trois autres candidats se présentent à la présidentielle : Illa Kané de l'Union des Patriotes Démocrates et Progressistes (UPDP), Oumarou Garba Youssoufou du Parti Progressiste Nigérien (PPN-RDA) et Omar Katzelma Taya du Parti Social-Démocrate (PSD).

## Résultats
Mamadou Tandja du Mouvement national pour la société du développement (34,5 % des voix) et Mahamane Ousmane de la Convention démocratique et sociale (26,7 %) arrivent en tête du premier tour. Les partis formant l'Alliance avaient convenus de présenter chacun leur candidat au premier tour de l'élection présidentielle, mais de soutenir au deuxième tour, le candidat ayant obtenu le meilleur score. Cela permet à Mahamane Ousmane d'arriver en tête au second tour avec 54,4 % des suffrages exprimés. C'est la première fois qu'un homme originaire de l'Est du pays devient président de la République du Niger. Le lendemain du second tour, Mamadou Tandja rend visite à Mahamane Ousmane pour le féliciter. Pour les 120 observateurs électoraux, l'élection présidentielle a été libre et démocratique.
Le taux de participation est de 32,5 % au premier tour et 35,2 % au second.

### Résultats nationaux
| Candidats                | Candidats                  | Partis                   | Premier tour | Premier tour | Second tour | Second tour |
| Candidats                | Candidats                  | Partis                   | Voix         | %            | Voix        | %           |
| ------------------------ | -------------------------- | ------------------------ | ------------ | ------------ | ----------- | ----------- |
|                          | Mamadou Tandja             | MNSD                     | 443 223      | 34,28        | 639 418     | 45,58       |
|                          | Mahamane Ousmane           | CDS                      | 343 261      | 26,55        | 763 476     | 54,42       |
|                          | Mahamadou Issoufou         | PNDS                     | 205 707      | 15,91        |             |             |
|                          | Adamou Moumouni Djermakoye | ANDP                     | 196 949      | 15,23        |             |             |
|                          | Illa Kané                  | UPDP                     | 32 951       | 2,55         |             |             |
|                          | Oumarou Garba Youssoufou   | PPN-RDA                  | 25 769       | 1,99         |             |             |
|                          | Omar Katzelma Taya         | PSDN                     | 23 565       | 1,82         |             |             |
|                          | Djibo Bakary               | UDFP                     | 21 662       | 1,68         |             |             |
|                          |                            |                          |              |              |             |             |
| Votes valides            | Votes valides              | Votes valides            | 1 292 457    | 97,31        | 1 402 894   | 97,87       |
| Votes blancs et nuls     | Votes blancs et nuls       | Votes blancs et nuls     | 35 695       | 2,69         | 30 499      | 2,13        |
| Total                    | Total                      | Total                    | 1 328 152    | 100          | 1 433 393   | 100         |
| Abstention               | Abstention                 | Abstention               | 2 753 924    | 67,45        | 2 635 940   | 64,78       |
| Inscrits / participation | Inscrits / participation   | Inscrits / participation | 4 082 076    | 32,55        | 4 069 333   | 35,22       |

 Représentation des résultats du second tour :
| Mahamane Ousmane (54,4 %) |  |  | Mamadou Tandja (45,6 %) |
| ▲                         |  |  |                         |
| Majorité absolue          |  |  |                         |

### Résultats départementaux

Pourcentage des suffrages obtenus par Mahamane Ousmane au tour.

Les résultats officiels sont publiés pour chacun des 7 départements, ainsi que la communauté urbaine de Niamey et les ambassades.
| Région     | Mahamane Ousmane | Mahamane Ousmane | Mamadou Tandja | Mamadou Tandja |
| Région     | N                | %                | N              | %              |
| ---------- | ---------------- | ---------------- | -------------- | -------------- |
| Agadez     | 22 095           | 60,45            | 14 456         | 39,55          |
| Diffa      | 15 760           | 38,88            | 24 797         | 61,14          |
| Dosso      | 107 077          | 64,75            | 58 288         | 35,25          |
| Maradi     | 143 194          | 54,06            | 121 676        | 45,94          |
| Tillabéri  | 84 772           | 32,61            | 175 180        | 67,39          |
| Tahoua     | 142 749          | 55,45            | 114 695        | 44,55          |
| Zinder     | 178 091          | 75,01            | 59 332         | 24,99          |
| Niamey     | 48 589           | 43,93            | 62 010         | 56,07          |
| Ambassades | 21 149           | 70,19            | 8 984          | 29,81          |
| Total      | 763 476          | 54,42            | 639 418        | 45,58          |